# West Acton
West Acton is een station van de metro van Londen aan de Central Line. Het station dat in 1923 is geopend ligt in de plaats Acton.

## Geschiedenis
Vlak voor de Eerste Wereldoorlog maakte GWR plannen voor een nieuwe lijn tussen Ealing en Shepherd's Bush om vooral goederentreinen tussen het westelijke en zuidelijke spoorwegnet te kunnen laten rijden. De Central London Railway, de latere Central Line, liet op 18 augustus 1911 haar beleid om niet over andermans spoor te rijden varen. Hierdoor kon ze haar net uitbreiden naar het westen door de nieuwe sporen van de GWR te gebruiken voor metrodiensten. Om dit mogelijk te maken werd toestemming gevraagd en verkregen om de eigen sporen ten noorden van Wood Lane door te trekken en bij Wood Lane Junction aan te sluiten op de GWR. In april 1917 kwam de goederenlijn  in gebruik, de metrodiensten begonnen op 3 augustus 1920. De stations West- en North Acton werden gebouwd door GWR en waren op 5 november 1923 gereed. Het station ligt 500 meter ten oosten van North Ealing aan de Piccadilly Line, onderling zijn ze bovengronds door de Queens Drive verbonden.

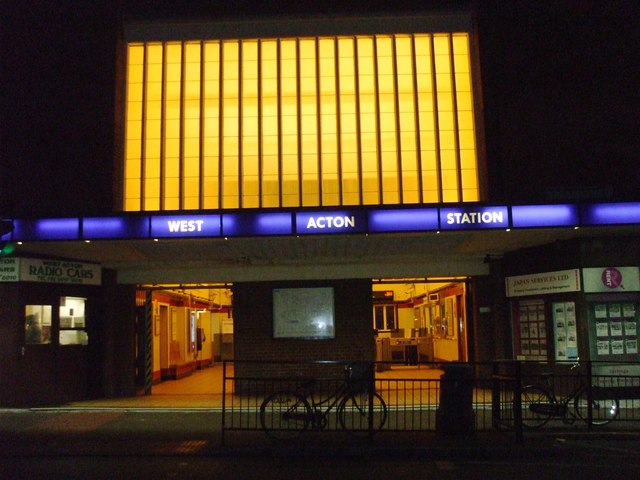
Het station bij nacht.
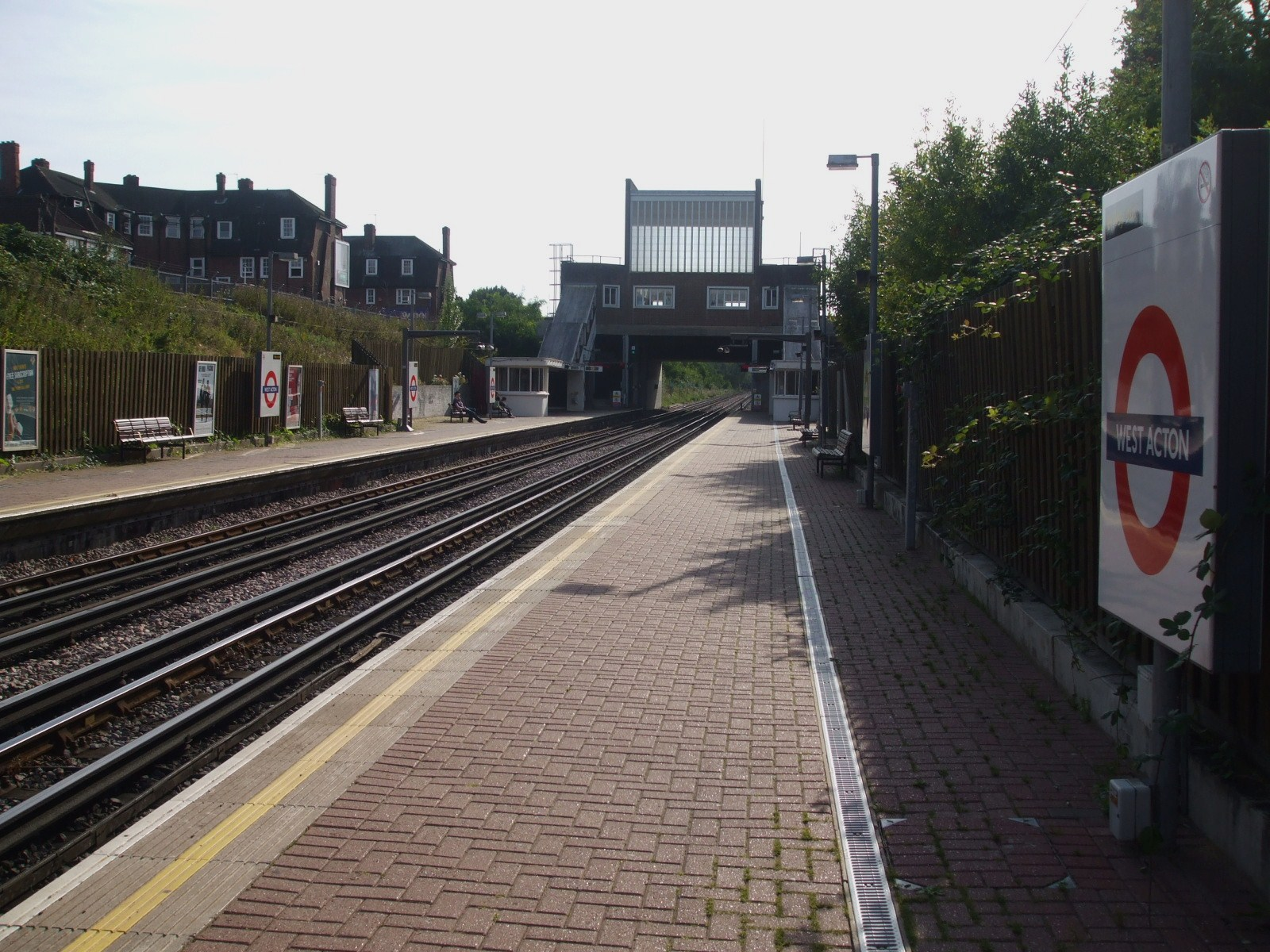
Het stationsgebouw boven de sporen.
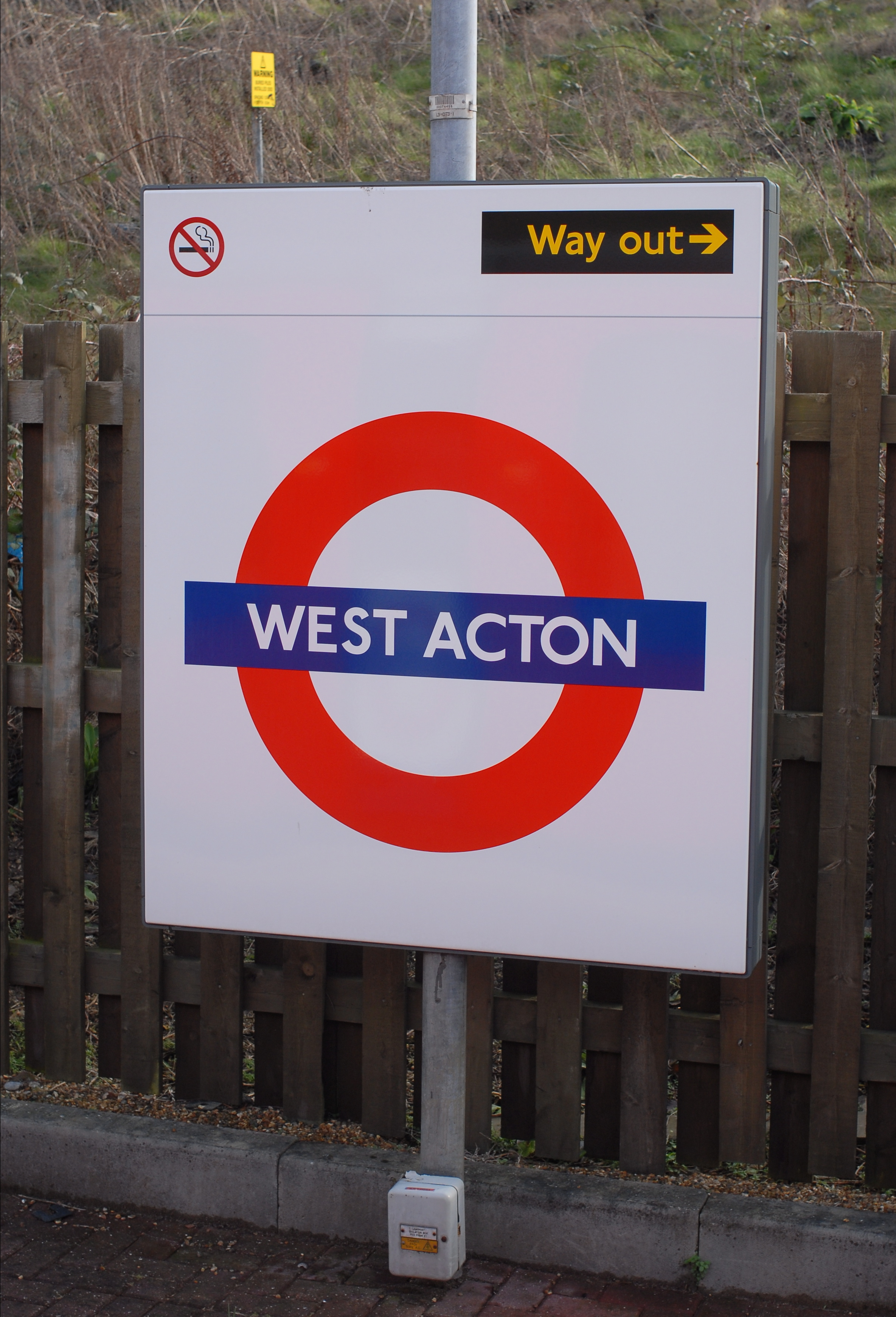
Naambord langs het perron.

## London Transport
Het openbaar vervoer in Londen werd in 1933 genationaliseerd in de Londen Passenger Transport Board (LPTB), kortweg London transport, die de CLR voortaan als Central Line aanduidde. In 1938 stopte de GWR de goederendienst langs West Acton toen er ten oosten van North Acton twee extra goederensporen gereed kwamen zodat de Undergound als enige gebruiker overbleef. In het kader van het New Works Programme (1935-1940) werd een nieuw stationsgebouw boven de sporen gebouwd aan Princess Gardens, de brug tussen Queens Drive en Noel Road. De huisarchitect van GWR, Brian Lewis, ontwierp het gebouw in opdracht van LTPB. Het nieuwe gebouw werd in november 1940 opgeleverd en in 2011 is het station van Lewis op de monumentenlijst gezet.